# Frans Wouters

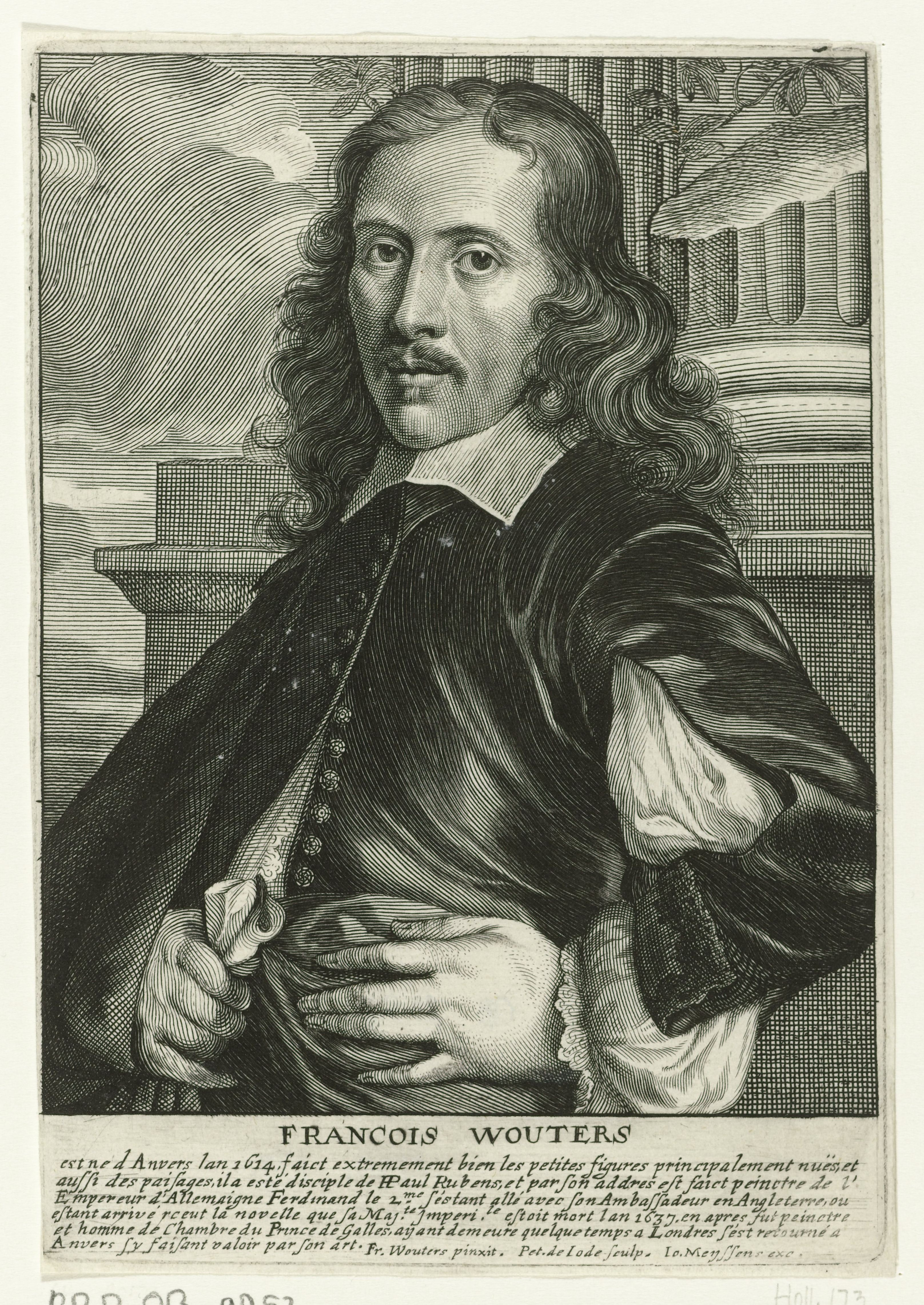
Frans Wouters em Het Gulden Gabinete.

Frans Wouters (1612-1659) foi um pintor flamengo.

## Biografia
Wouters nasceu em Lier, na Bélgica. Ele estudou com Peter Paul Rubens em 1634, e tornou-se um mestre da Guilda de São Lucas no ano seguinte, e passou a década de 1630 como pintor da corte do imperador Fernando II e Charles I de Inglaterra. Suas obras, especialmente aqueles feitas após 1648, quando ele estava trabalhando para o arquiduque Leopold Wilhelm da Áustria, mostram uma influência cada vez maior de Anthony van Dyck. Morreu em Antuérpia.[carece de fontes?]